# BET Awards 2016
Die BET Awards 2016 waren die 16. von Black Entertainment Television (BET) vergebenen BET Awards, die an Künstler in den Bereichen Musik, Schauspiel, Film und Sport vergeben wurden. Die Verleihung fand am 26. Juni 2016 im Microsoft Theater, Los Angeles, Kalifornien statt. Die Moderation übernahmen wie im Vorjahr Anthony Anderson und Tracee Ellis Ross, beide Darsteller der Serie Black-ish.
Den Preis für das Lebenswerk erhielt Samuel L. Jackson, den Humanitarian Award Jesse Williams.
Am häufigsten nominiert war Drake, der insgesamt neun Nominierungen erhielt. Beyoncé dagegen war mit fünf gewonnenen Preisen die Siegerin des Abends.

## Kontroverse
Jesse Williams’ Dankesrede für den Humanitarian Award sorgte für einigen Wirbel. Der Darsteller aus Grey’s Anatomy forderte in seiner Rede das Ende rassistisch konnotierter Ungerechtigkeit und das Ende des Tötens schwarzer Personen durch Polizisten. Er erhielt den Award auch für die Dokumentation Stay Woke: The Black Lives Matter Movement, in der er die Bewegung Black Lives Matter in den Fokus rückte. Nach seiner Rede wurde auf Change.org eine Petition eingerichtet, die seine Absetzung bei Grey’s Anatomy forderte. Die Initiatoren unterstellten Williams Rassismus gegen Weiße und Polizisten. Mit lediglich 28.061 Unterschriften scheiterte die Petition.

## Liveauftritte
| Künstler                                                                          | Song(s) |
| --------------------------------------------------------------------------------- | --- |
| Beyoncé Kendrick Lamar                                                            | Freedom |
| Bibi Bourelly                                                                     | Riot |
| Desiigner                                                                         | Panda |
| Erykah Badu The Roots Bilal                                                       | The Ballad of Dorothy Parker The Beautiful Ones (Tribute to Prince)                                                                |
| Fat Joe Remy Ma French Montana                                                    | All The Way Up |
| Alicia Keys                                                                       | In Common |
| Stevie Wonder Jennifer Hudson Tori Kelly                                          | Take Me With U Purple Rain (Tribute to Prince)                                                                                     |
| Chloe x Halle                                                                     | Drop |
| Bryson Tiller                                                                     | Exchange Don’t |
| Maxwell                                                                           | Lake by the Ocean Nothing Compares 2 U (Tribute to Prince)                                                                         |
| Future                                                                            | Wicked |
| Anderson Paak                                                                     | Come Down |
| Janelle Monáe                                                                     | Delirious Kiss Pop Life I Would Die 4 U (Tribute to Prince)                                                                        |
| Usher Young Thug                                                                  | No Limit |
| Sheila E. with: Lynn Mabry Liv Warfield Elisa Fiorillo Jerome Benton Mayte Garcia | Finale Medley: Housequake Erotic City U Got the Look A Love Bizarre The Glamorous Life America Baby I’m a Star (Tribute to Prince) |

## Gewinner und Nominierte
Die Gewinner sind fett markiert und vorangestellt. Die Nominierungen wurden am 26. Mai bekannt gegeben.
| Video of the Year | Video Director of the Year |
| --- | --- |
| - Beyoncé – Formation - Bryson Tiller – Don’t - Drake – Hotline Bling - Kendrick Lamar – Alright - Rihanna featuring Drake – Work                                           | - Director X - Benny Boom - Chris Brown - Colin Tilley - Hype Williams |
| Coca-Cola Viewers' Choice Award | Centric Award |
| - Beyoncé – Formation - Bryson Tiller – Don’t - Chris Brown – Back to Sleep - Drake – Hotline Bling - Future featuring Drake – Where Ya At - Rihanna featuring Drake – Work | - Beyoncé – Formation - Andra Day – Rise Up - K. Michelle – Not a Little Bit - The Internet – Under Control - Rihanna – Bitch Better Have My Money |
| Best Female R&B/Pop Artist | Best Male R&B/Pop Artist |
| - Beyoncé - Adele - Andra Day - K. Michelle - Rihanna | - Bryson Tiller - Chris Brown - Jeremih - The Weeknd - Tyrese Gibson |
| Best Female Hip Hop Artist | Best Male Hip Hop Artist |
| - Nicki Minaj - Dej Loaf - Lil’ Kim - Missy Elliott - Remy Ma | - Drake - Fetty Wap - Future - J. Cole - Kanye West - Kendrick Lamar |
| Best Group | Best Collaboration |
| - Drake & Future - 2 Chainz & Lil Wayne - Puff Daddy & The Family - Rae Sremmurd - The Internet                                                                             | - Rihanna featuring Drake – Work - Big Sean featuring Chris Brown & Ty Dolla Sign – Play No Games - Big Sean featuring Kanye West & John Legend – One Man Can Change the World - Future featuring Drake – Where Ya At - Nicki Minaj featuring Beyoncé – Feeling Myself |
| Best New Artist | Best Gospel Artist |
| - Bryson Tiller - Alessia Cara - Andra Day - Kehlani - Tory Lanez | - Kirk Franklin - Anthony Brown & Group Therapy - Erica Atkins-Campbell - Lecrae - Tamela Mann - Tasha Cobbs |
| Best Actress | Best Actor |
| - Taraji P. Henson - Gabrielle Union - Kerry Washington - Tracee Ellis Ross - Viola Davis                                                                                   | - Michael B. Jordan - Anthony Anderson - Courtney B. Vance - Idris Elba - O’Shea Jackson Jr. |
| YoungStars Award | Best Movie |
| - Amandla Stenberg - Quvenzhané Wallis - Silentó - Willow Smith - Yara Shahidi                                                                                              | - Straight Outta Compton - Beasts of No Nation - Concussion - Creed - Dope |
| Sportswoman of the Year | Sportsman of the Year |
| - Serena Williams - Cheyenne Woods - Gabrielle Douglas - Skylar Diggins - Venus Williams                                                                                    | - Stephen Curry - Cam Newton - Kobe Bryant - LeBron James - Odell Beckham Jr. |
| Best International Act: Africa | Best International Act: UK |
| - Black Coffee - AKA - Cassper Nyovest - Diamond Platnumz - MzVee - Serge Beynaud - Wizkid - Yemi Alade                                                                     | - Skepta - Kano - Krept and Konan - Lianne La Havas - Stormzy |
| Viewer’s Choice Best New International Act | FANdemonium Award |
| - Falz (Nigeria) - Emtee (Südafrika) - MHD (Frankreich) - Section Boyz (UK) - Tkay Maidza (Australien) - WSTRN (UK)                                                         | - Beyoncé - Rihanna - Drake - Bryson Tiller - Ruth B |
| Lifetime Achievement Award | Humanitarian Award |
| - Samuel L. Jackson | - Jesse Williams |